# ネパールにおける女性の人権
本項では、ネパールにおける女性の権利について解説する。ネパールはアジアでも最貧国のうちの一つであり、ネパール王国時代の圧政やネパール内戦による内乱をそのネパールの歴史の中で経験してきた。基本的なインフラを含め、制度が確立されておらず、また伝統的な性差別も残っている。しかし、ネパール憲法内には同一労働同一賃金を含めた女性を保護するための制度がなく、政府もそれに対する措置を行っていない。 
ネパールの女性は、健康、教育、収入、意思決定、政策の立案などの地位が非常に低いままである。また家父長制も法制度として残っており、女性の生活を制限している。取りわけ郊外においては、その制度が極めて強く残っている。女性の識字率は男性に比べて大きく劣っており、女性は長時間労働を余儀なくされている。女性に対する暴力は依然として残っており、女性の専門職は少ない。女性の代議員は十分に確保されているが、国家の機構への女性の平等な参加は理想とは程遠い。

## 概要
ネパールの若者の識字率は、2011–2016年は男性90％、女性80％であり、10％の差がある。また2001年の米CBSの調査によると、全体の識字率52.74%に対し、女性の識字率は42.49%にとどまっていた。また2007年の女性ジェンダー指標は0.45と、同じ南アジア諸国であるインドやバングラデシュよりも下回っていた。
農業人口が多く一人当たりの子供の数も多いため、仕事に就く機会がわずかしかなく、父や夫の従属下に置かれる人生を余儀なくされている。また妻より先に夫が亡くなると、誰からも尊重されない状況になってしまう点も挙げられる。また、2002年までは女性の平均寿命が男性の平均寿命を下回る数少ない国の一つであった。
また地域差も激しく、ビラートナガルの工業地帯を抱える東部では寿命や収入などの全般的な女性開発度が高く、首都カトマンズを有し、医療や資源などが集中している中部では乳幼児死亡率が低く、第二都市ポカラを有し、グルカ兵などの出稼ぎ経済が強い西部では女性の社会参加率が高いものの、いずれにも当てはまらない極西部や中西部では全般的に悪い傾向にある。
マヌ法典の時代より根強い差別が残る。

## 家庭内での差別

### 離婚の差別
離婚にはかつては制限があり、「結婚して15年以上が経過し、35歳以上であること」などの条件があった。一方で、ストウリダンとよばれる妻の財産を夫が勝手に使うことを禁じる法律は存在しなかった。

### 相続権の差別
かつてネパールの法律「ムルキー・アイン」13条16項には、「未婚のまま35歳に達した娘は、息子と同等の相続分与を受けることができる。但し相続分与を受けた後、結婚あるいは駆け落ちした場合は、法に定める婚姻費用を除いた残りの財産は返還され、他の相続権のあるものに分与される。また、相続した財産のうち、不動産については、全体の半分以上を処分する場合、父親か兄弟の承認を必要とする」という文面があった。これを1995年秋、女性・法律・開発会議の協力の下、70人の弁護士が、1990年に制定されたネパール憲法11条「平等権」に違憲であるとして改正を主張した。弁護士は憲法131条の「憲法に違反している法律は1年以内に廃止されている」を持ち出して、「ムルキー・アインにある女性を差別するすべての法律はすべて無効化されている」と主張した。
これを受け、ネパール最高裁判所はダイジョ（持参金）の名目で財産分与を受けられる規定があると述べ、無効ではないとしたが、弁護士団は反発。1年以内に男女差別を含む法律を廃止するよう求めた。最高裁の命令に反発したNGO団体はLACCの主導の下、「男女の財産分与を平等にすること、配偶者も互いに半分の財産分与を受けられるようにすること」という法案を出したが、3年以上可決されなかった。現在では改正されている。

### その他
ネパール国内には「チャウパディ」と呼ばれる、生理中の女性を不浄とみなし、隔離する風習があった。これは2005年に違法化されていたものの、現在でも辺境部や西部などでは行われ、2019年には隔離された21歳の女性が死亡する事件が発生している。
また「クマリ」と呼ばれる女神の転生文化が存在し、厳しい条件から選ばれた仏教徒の少女が初潮（生理）を迎えるまで女神の化身として信仰される。カトマンズにあるクマリの館が有名で、他にも地方部では「ローカル・クマリ」が多数存在している。クマリは親から引き離され隔離した生活を送ることを強要されているとして、外国の人権活動家から非難されている。またクマリの神聖性が生理によって失われることを、チャウパディと同じ「生理タブー」と見なす意見がある。

## 売春
ネパールでは少女売春も社会問題となっており、ユニセフによると、年間12000人のネパール人女性がインドに売られている。また、インドで働くネパール人売春婦は4万人から10万人と推定されているが、米国の調査によると20万人いるとされている。また、インドを経由してアラブ諸国に売られる女性も少なくない。
ラナ家支配時代より、主にシンドゥ・パルチョークに住んでいたタマン族の少女を妻として娶ることが多く、その地域の雇い人が郷から娘を献上する風習が存在した。ラナ政権終焉後もその風習は残り、1951年の開国後はインドへの流出が拡大した。現在でもタマン族が多く住むシンドゥ・パルチョーク郡やイチョク地域で少女狩りが多発しているほか、隣接するマクワンプル郡、カブレ郡、ダーディン郡や、東ネパールまで拡大し、同地域のライ族、グルン族、マガール族などが被害を受けている。
売春の横行は、ネパール国内での性病拡大の一因にもなっている。特にHIV(エイズ)の流行が深刻な問題となっており、UNIDAS・WHOの調査によると、1999年時点で3万4000人が陽性者であり、年間2500人がエイズで死亡している。また、ネパールの英字新聞によると、「HIVに感染した売春婦はヘソに感染を示した入れ墨をすべきだ」と主張した男性がいるなど、女性をモノとしか見ない人が多いことが読み取れる。
ネパールの法律「ムルキー・アイン」では、人身売買は懲役20年、未遂でも10年の罪ではあるが、行政の不備や警察官・政府職員の腐敗、識字率の低さもあって効果はあまり出ていない。